# Erzähltechnik
Die Erzähltechnik ist das Verfahren der Veränderung von Elementen der Wirklichkeit zum Zwecke der Darstellung eines fiktionalen Erzählgeschehens. Beim Standardmodell des Erzählens wird in der Regel Vergangenes wiedergegeben, sei es fiktional oder nicht. Bei Videospielen hingegen wird das Erzählte im Verlauf des Spiels durch die Interaktion zwischen Spieler und Computer simuliert, das heißt die erzählten Ereignisse entstehen in die Zukunft hinein.
Beim Standardmodell des Erzählens gelten folgende Elemente als konstitutiv für die Wirklichkeit: Daten, Orte, Fakten, Figuren, Äußerungen, Ereignisse, Zusammenhänge. Diese werden durch Stil, Grammatik und Sprachpragmatik bearbeitet, verfremdet und verkleidet. Von fiktionalen Erzählungen wird erwartet, dass in ihnen Sprache nicht ausschließlich sachlich konstatierend verwendet wird, sondern dass es zum Beispiel relativierende Bezüge gibt und ein künstlerischer Stil auszumachen ist, der eventuell mit ironischen Brechungen arbeitet.
Erzähltechniken des Standardmodells lassen sich gliedern in Erzählsituation, Zeitstruktur des Erzählens sowie Rede- und Bewusstseinswiedergabe.

## Erzählsituation
Der „Erzähler“ ist vom „erzählenden Autor“ abzugrenzen, auch wenn der Prosaautor als faktischer Urheber des Erzähltextes präsent zu bleiben scheint und mitunter in jedem Werk auch autobiografische Anteile zu finden sind. Diese methodische Regel gilt selbst dann, wenn der Autor seinem Erzähler den eigenen Namen gibt. In dem Roman Das bin doch ich von Thomas Glavinic z. B. erzählt Thomas Glavinic, er habe den ursprünglichen Artikel über sich bei Wikipedia selbst geschrieben und dabei, damit das nicht sofort auffalle, über einen seiner Romane Negatives geschrieben. Es ist also ausdrücklich davor zu warnen, Authentizitätsbeteuerungen des Erzählers blind zu vertrauen. Der Erzähler kann als eine Art „Stellvertreter“ angesehen werden, den der eigentliche Autor vorschiebt.
Bezüglich der Erzählsituation lässt sich ein Werk grundsätzlich unterscheiden dahingehend, ob sich ein Erzähler überhaupt „vernehmen“ lässt, also ob man den Eindruck hat, jemand erzähle kommentierend und erläuternd die vorliegende Geschichte (auktoriales Erzählen), oder ob man eher den Eindruck hat, das Geschehen werde „präsentiert“, ohne dass sich ein Erzähler vernehmen lässt (personale und neutrale Erzählform und Erzählperspektive/Erzählerinstanz).
Bei Letzterem lässt sich weiter unterscheiden, ob das Geschehen „von außen“, also ähnlich der Darstellung nach Aufnahme durch ein Kameraobjektiv, präsentiert wird („neutrales Erzählen“), oder ob das, was kommentarlos präsentiert wird, gerade die Innenwelt der Erzählfigur, ihre Gedanken, ihr „Bewusstsein“ ist („personales Erzählen“). Diese letztere Darstellung ist Kennzeichen des modernen Romans.

## Zeitstruktur des Erzählens
Bei einer Analyse der erzählerischen Zeitordnung kann man unterscheiden zwischen
- zeitdeckendem Erzählen (erzählte Zeit und Erzählzeit stimmen überein),
- zeitdehnendem Erzählen und
- zeitraffendem Erzählen.

Eine lineare Zeitstruktur wird außerdem unterbrochen durch
- Rückwendung (Analepse) und
- Vorausdeutung (Prolepse).

## Rede- und Bewusstseinswiedergabe
Die Personenrede kann wiedergegeben werden als
- direkte Rede oder
- indirekte Rede.

Das Personenbewusstsein kann des Weiteren dargestellt werden als
- Gedankenbericht, also im Prinzip indirekte Rede, die durch Verben des Denkens, Wahrnehmens oder Fühlens eingeleitet wird,
- Erlebte Rede,
- Bewusstseinsstrom und
- innerer Monolog.